# East Baton Rouge Parish
East Baton Rouge Parish (franska: Paroisse de Bâton-Rouge Est) är ett administrativt område, parish, i delstaten Louisiana, USA. År 2010 hade området 440 171 invånare. Den administrativa huvudorten är Baton Rouge. 

## Geografi
Enligt United States Census Bureau har countyt en total area på 1 219 km². 1 180 av den arean är land och 39 km² är vatten.  

### Angränsande områden
- East Feliciana Parish - norr
- West Feliciana Parish - nordväst
- West Baton Rouge Parish - väst
- Iberville Parish - syd
- Ascension Parish - sydost
- Livingston Parish - öster
- Saint Helena Parish - nordost